# Ressentiment antifrançais aux États-Unis
 (juin 2009).
Si vous disposez d'ouvrages ou d'articles de référence ou si vous connaissez des sites web de qualité traitant du thème abordé ici, merci de compléter l'article en donnant les références utiles à sa vérifiabilité et en les liant à la section « Notes et références ».

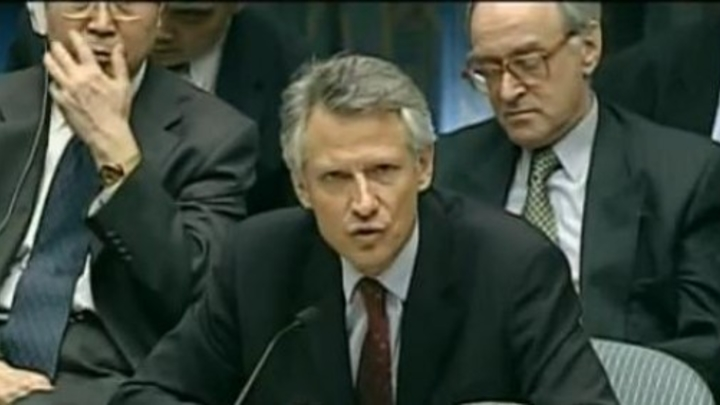
Le discours de Dominique de Villepin aux Nations unies met le feu aux poudres des relations franco-américaines en 2003.

Le ressentiment antifrançais aux États-Unis, ou la francophobie américaine, est un ensemble de comportements, croyances, de stéréotypes et de caricatures dans l'opinion américaine concernant les Français et la France, qui s'accompagne de divers degrés d'ignorance des réalités de l'histoire des relations franco-américaines et s'intensifie lors des périodes de tension dans ces relations. Le terme de « French bashing » désigne aussi bien le dénigrement de la France à l'étranger que l'autodénigrement français en lien avec un certain déclinisme.

## Avant la Seconde Guerre mondiale

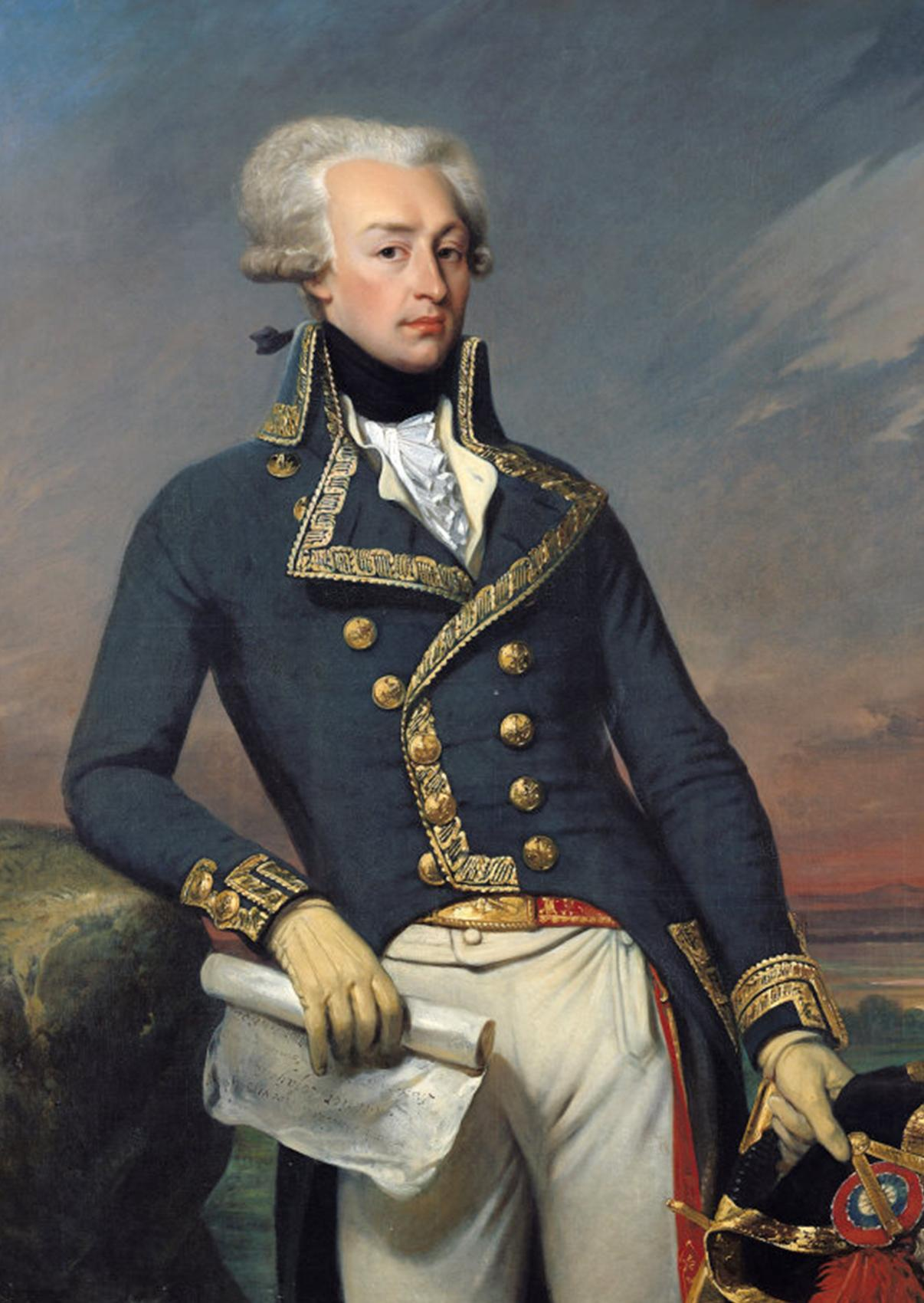
Portrait du marquis de la Fayette.

La francophobie aux États-Unis après 1945 inverse un précédent sentiment francophile. Du point de vue patriotique américain, la France fut le premier allié des révolutionnaires américains. Quand le marquis de La Fayette parcourut les États-Unis en 1824-1825, il fut accueilli en héros en tant que première célébrité américaine, et de nombreuses nouvelles localités furent baptisées en son honneur, comme Lafayette, Fayette ou encore Fayetteville.
L'ambivalence politique du Second Empire pendant la guerre de Sécession n'empêche pas la France d'être un point de ralliement pour les classes américaines cultivées, surtout du Sud, qui embrassent les styles et les produits de luxe français : elles étudiaient les Beaux-Arts, la cuisine française régnait sur les grandes tables américaines, et les femmes de la classe supérieure suivaient la mode parisienne. Mais dans le Nord industriel et populaire, où de nombreux immigrants sont d'origine allemande, la France est synonyme d'intrigues, de divisions, de prétentions.
Après la Première Guerre mondiale à laquelle participèrent des volontaires américains dès le début, et les troupes américaines à partir de 1917 (« Lafayette nous voilà ! » - général Pershing), et qui fut pour la France l'occasion de découvrir le jazz noir américain (orchestres des régiments « colorés » - Jim Europe), une génération de riches Américains, et de nombreux artistes tels que Natalie Clifford Barney, Edith Wharton ou encore Francis Scott Key Fitzgerald s'expatrièrent pour mener une vie de bohème à Paris durant les années folles.
La crise de 1929 met un frein au style de vie international et durant les années 1930 les relations franco-américaines se distendent à mesure que l'isolationnisme gagne les États-Unis.

## Pendant la Seconde Guerre mondiale

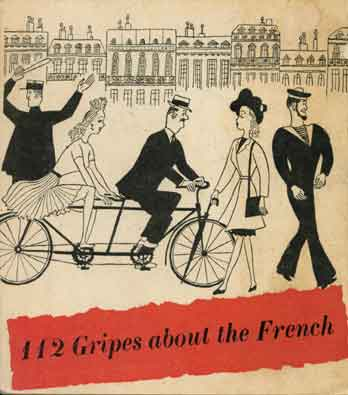
Couverture du livret 112 Gripes about the French, publié plus tard en français sous le titre Nos amis les Français.

Contrairement à un préjugé tenace, ce n'est pas la défaite militaire de la France en juin 1940 qui a choqué les Américains francophiles et détruit dans leur culture populaire l'image idyllique de Paris, exprimée par The Last Time I Saw Paris (« La dernière fois que j'ai vu Paris »), succès de Tony Martin en 1941, et par Un Américain à Paris (1951), qui reflétaient d'ailleurs davantage la période des années folles des années 1920 que celle des années 1930. Ce qui a porté un coup historique à la francophilie américaine (et pas seulement américaine), c'est l'armistice du 22 juin 1940 violant l'engagement interallié du 28 mars 1940, et la mise en place de la politique de collaboration avec l'Allemagne nazie, évènements perçus dans les pays anglo-saxons comme une « trahison », et ailleurs comme un reniement des valeurs morales jusque-là diffusées par la France.
Le maréchal Pétain ayant reçu ses pleins-pouvoirs du Parlement, les États-Unis reconnaissent le régime de Vichy et jusqu'en 1944, le considèrent comme légitime : le général de Gaulle n'est, à leurs yeux, qu'un supplétif des armées britanniques. Ce régime de Vichy qu'ils combattent en Syrie, en Afrique du Nord et outre-mer, est pour les anglo-saxons un co-belligérant de l'Axe à occuper et à administrer militairement, et les exigences de De Gaulle pour imposer la France libre comme seule représentante légitime du pays, et pour la faire figurer aux côtés des « Trois Grands » parmi les puissances victorieuses de la Seconde Guerre mondiale, leur semblent excessives.
C'est pourquoi le sentiment prédomine aux États-Unis, et aussi en Grande-Bretagne, que la libération de la France d'une occupation dont le gouvernement français était complice, est l'œuvre quasi-exclusive des soldats américains et britanniques, délivrant une population pauvre, sale, affamée et prête à tous les trafics et les prostitutions pour survivre. En 2003, à la suite du refus de Jacques Chirac à engager la France dans la guerre contre l'Irak, un journaliste de Fox News attribue par erreur à James Schlesinger, ancien secrétaire à la défense, une citation d'une déclaration du général américain George Patton. Celui-ci aurait déclaré qu'il préférait « avoir une division allemande devant lui qu’une division française derrière ». En réalité, Schlesinger n'a jamais rapporté ces propos[source insuffisante], qui sont d'ailleurs très peu vraisemblables. Patton était un francophile, son épouse parlait français et il a passé quelques moments de sa vie à Saumur. Pendant la Seconde Guerre mondiale, Patton laisse souvent passer devant la 2e Division Blindée française du général Leclerc.

## Après la Seconde Guerre mondiale

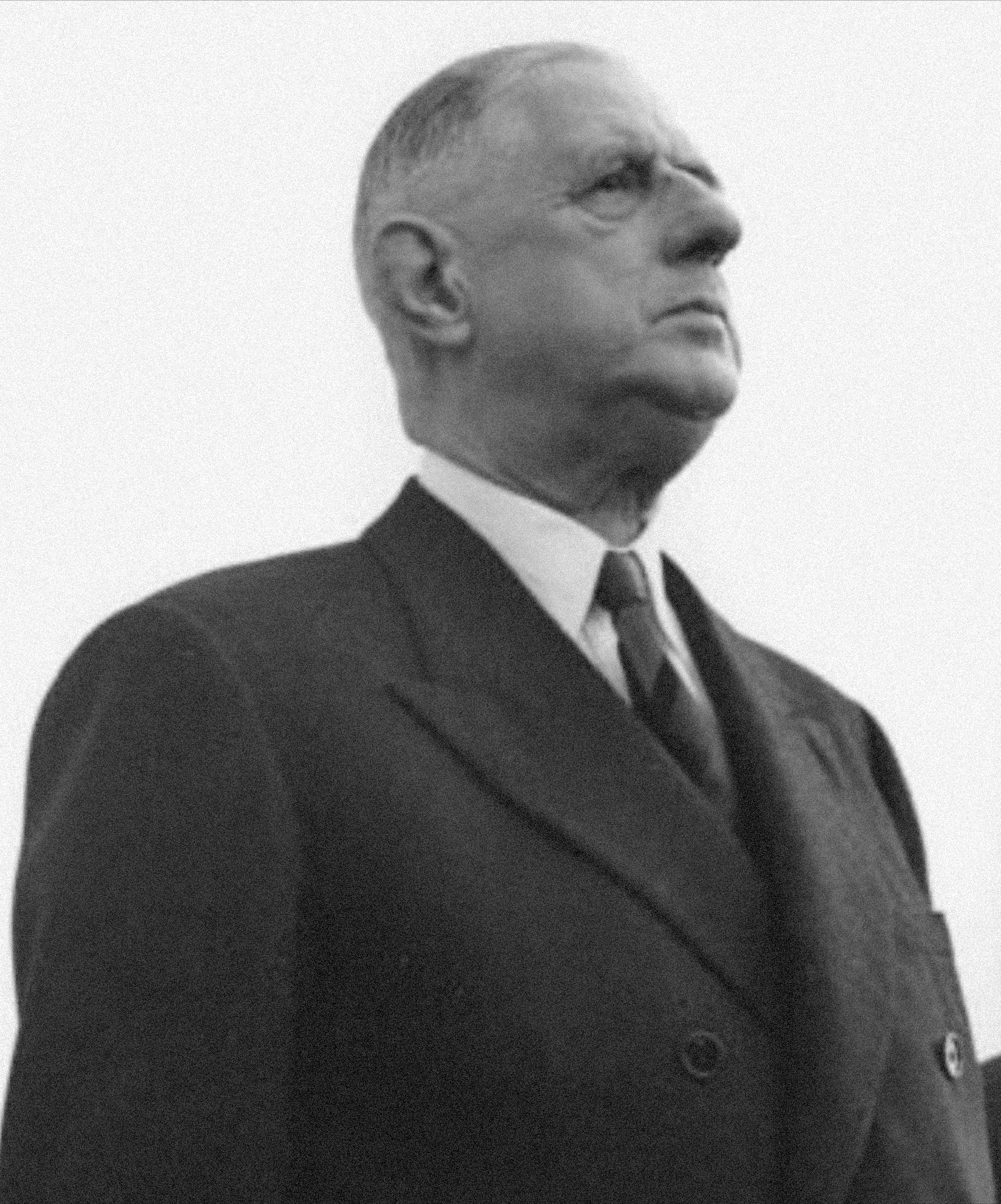
Le général de Gaulle.

La paix n'améliore pas les relations entre les États-Unis et la France, car de Gaulle, qui s'était déjà opposé à Franklin Roosevelt durant la guerre, se montre conciliant envers les communistes, or Washington refuse d'admettre que c'était la condition incontournable de la paix sociale et de la reconstruction. Washington se montre également critique envers la politique française dans la guerre d'Algérie et s'oppose à la France (et au Royaume-Uni) pendant la crise de Suez, en 1956.
Dix ans plus tard, la demande française d'un statut à part dans l'OTAN se heurte à un refus, et la France quitte le commandement intégré (dont l'état-major était installé sur le sol français). Lorsque de Gaulle annonce par téléphone à Lyndon Johnson qu'il allait expulser les bases américaines et tout leur personnel de son territoire, le président américain lui aurait demandé si cela incluait les quelque 60 000 Américains qui y étaient enterrés.
Israël s'étant rapproché des États-Unis et les pays arabes montant en puissance, le gouvernement du général de Gaulle se montra plus sensible à la cause palestinienne au Moyen-Orient, et de plus, se mit à critiquer la guerre du Viêt Nam (américaine), déjà très impopulaire en France. En commentant l'épisode vietnamien, l'écrivain et journaliste Jean-François Revel affirme qu'« en déployant cet antiaméricanisme, inspiré ou plutôt décuplé par la guerre du Viêt Nam, les Européens et surtout les Français, de façon plus remarquablement injustifiée, oubliaient ou feignaient d'oublier que la guerre américaine du Viêt Nam était le rejeton direct de l'expansion coloniale européenne en général et de la guerre française d'Indochine en particulier. C'est parce que la France aveugle avait refusé toute décolonisation après 1945 ; c'est parce qu'elle s'était fourvoyée dans une guerre lointaine et interminable durant laquelle elle avait d'ailleurs maintes fois imploré et parfois obtenu l'aide américaine ; c'est parce que la France battue à Diên Biên Phu avait dû signer en 1954 les désastreux accords de Genève, livrant le nord du Viêt Nam à un régime communiste qui s'était aussitôt empressé de violer lesdits accords ; c'est donc indubitablement à la suite d'une longue suite d'erreurs politiques et d'échecs militaires de la France que les États-Unis furent amenés plus tard à intervenir ».
Le soutien apparent de De Gaulle à l'indépendance du Québec (« Vive le Québec libre ! » en juillet 1967) fut aussi ressenti comme une provocation par les États-Unis, déjà irrités par les relations plus ou moins amicales de la France avec les pays communistes, dont l'URSS. La France a poursuivi un programme d'armement nucléaire national et développé ses capacités militaires pour rompre sa dépendance vis-à-vis des États-Unis. Durant cette période, les relations franco-américaines étaient au plus bas.
Les relations franco-américaines se détendirent un peu sous Georges Pompidou, mais des tensions intermittentes subsistaient. La France voyait l'Union européenne comme un contrepoids à la puissance américaine, et travailla notamment au développement d'une monnaie pouvant contrebalancer le dollar dans le commerce mondial. La France a aussi consacré beaucoup d'efforts à la conservation de ses liens avec l'Afrique de l'Ouest. Le gouvernement américain est resté assez distant envers la France et a poursuivi des relations nettement plus proches avec des États comme le Royaume-Uni.
Plus récemment, des tensions s'alimentèrent avec l'affaire des quotas sur les films américains en France (accord Blum-Byrnes), l'opposition aux essais nucléaires français dans le Pacifique, les visions divergentes sur la finalité de la construction européenne (l'Europe puissance perçue comme un contre-pouvoir) notamment concernant la défense européenne.
Dans les années 1990, les médias dominants américains présentent régulièrement la France comme archaïque et arrogante.

## Guerre d'Irak

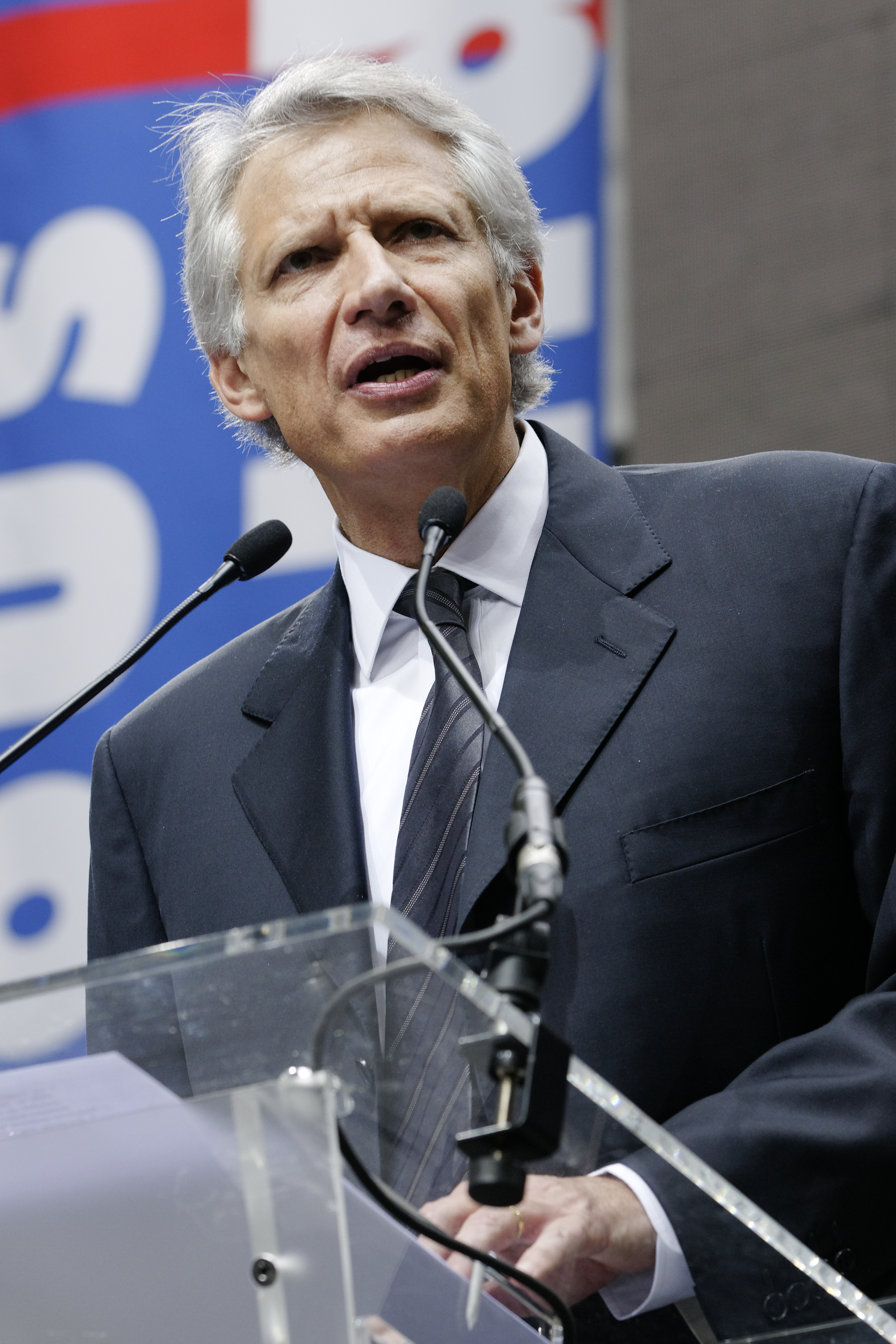
Dominique de Villepin, ministre des Affaires étrangères français au moment de la guerre d'Irak.

En 2003, la francophobie est revenue au premier plan aux États-Unis lorsque la France refusa d'approuver le plan d'invasion de l'Irak présenté par les États-Unis au Conseil de sécurité des Nations unies. Alors que d'autres nations étaient aussi ouvertement opposées au plan (notamment l'Allemagne, la Russie et la Chine), la France essuya des critiques particulièrement féroces,.
La France fut accusée d'antiaméricanisme primaire, de défendre avec hypocrisie ses intérêts pétroliers en Irak (les mêmes accusations furent portées contre la Russie et l'Allemagne, mais avec beaucoup moins de force), et d'hypocritement envoyer une force militaire en Côte d'Ivoire durant la crise irakienne.[réf. nécessaire] Arguments d’autant plus controversés que la France n’entretenait ces dix dernières années que des relations minimes avec l’Irak, elle n’en était que le treizième partenaire économique en 2002[réf. nécessaire], et dans le cadre du programme de l’ONU « pétrole contre nourriture », les États-Unis achetaient 50 % du pétrole irakien alors que la France seulement 8 %[réf. nécessaire]. En ce qui concerne les forces militaires françaises présentes en Côte d’Ivoire, leur présence a été légalisée après coup. En effet, le Conseil de sécurité a mis en place la mission ONUCI (résolution 1528) le 27 février 2004 alors que l'Opération Licorne a été créée en septembre 2002.
La France et la Russie, toutes deux membres permanents de Conseil de sécurité des Nations unies, s'opposèrent le 11 mars 2003 à une nouvelle résolution autorisant l'invasion de l'Irak. Comme d'autres nations étaient aussi ouvertement opposées à une invasion, nombreux[Qui ?] sont ceux qui se demandèrent pourquoi la France était ainsi mise en avant. Beaucoup[Qui ?] pensent que cela vient du fait qu'elle est membre permanent du Conseil de sécurité et menaça de mettre son veto. D'autres[Qui ?] considèrent qu'il s'agit d'une manipulation médiatique rendue possible par la concentration des médias américains, certains[Lesquels ?] particulièrement liés à l’administration politique au pouvoir, et que la France fut utilisée comme bouc émissaire pour éviter de mentionner et discuter de tous les autres pays opposés. Il a aussi été avancé que l'accusation d'antiaméricanisme primaire a servi à éluder un débat sur les raisons invoquées par la France, à savoir le fait que la France considérait que les armes de destruction massive de l'Irak, alléguées par le gouvernement américain, ne présentaient pas un danger clair et immédiat et que la guerre ne pourrait que déstabiliser le Moyen-Orient sans apporter de solution à long terme, tout en y favorisant l’émergence d’un front d’opposition panarabe face à un tel interventionnisme dépourvu de toute légitimité légale.

### Tensions diplomatiques
La dernière en date sur le plan diplomatique se déroula à la veille de l'invasion de l'Irak en 2003, et fut amplifiée à compter de la fin de l'année 2002, ce que traduisent les propos prêtés à Condoleezza Rice au printemps 2003 (alors conseillère à la Sécurité nationale) : « punir la France, ignorer l'Allemagne, et pardonner à la Russie » pour leurs postures.
Le secrétaire américain à la Défense Donald Rumsfeld a notoirement qualifié la France et l'Allemagne de « Vieille Europe » tout en qualifiant de « nouvelle Europe » les nombreux pays de l'Est qui soutenaient la position américaine - afin d'obtenir un appui contre la puissance russe. Ceci a réveillé les craintes que l'élargissement de l'Union européenne soit utilisée par les États-Unis pour diviser les États européens. Cette interprétation reste cependant très discutable : l'expression « Vieille Europe » désigne traditionnellement aux États-Unis l'intelligentsia des universités de Nouvelle-Angleterre (qui s'était opposée à cette guerre), sans s'intéresser à ce qui se passe outre-Atlantique.
L'ancien maire de New York Ed Koch a déclaré lors d'un show radio américain « Gallia delenda est », « La Gaule doit être détruite », faisant allusion au mot de Caton l'Ancien « Carthago delenda est ». Il a néanmoins ajouté qu'il ne fallait pas prendre sa déclaration au pied de la lettre.
En février 2003, John McCain, qui sera le candidat du Parti républicain aux élections présidentielles de 2008, déclare sur la chaîne Fox News : « La France est comme une vieille actrice des années 1940, essayant toujours de se faire inviter à dîner pour son look, mais qui n'a plus la tête pour ça ».
Le ministre français des Affaires étrangères de l'époque, Dominique de Villepin, s'est distingué dans la critique de la position américaine sur l'Irak.

### Tensions culturelles

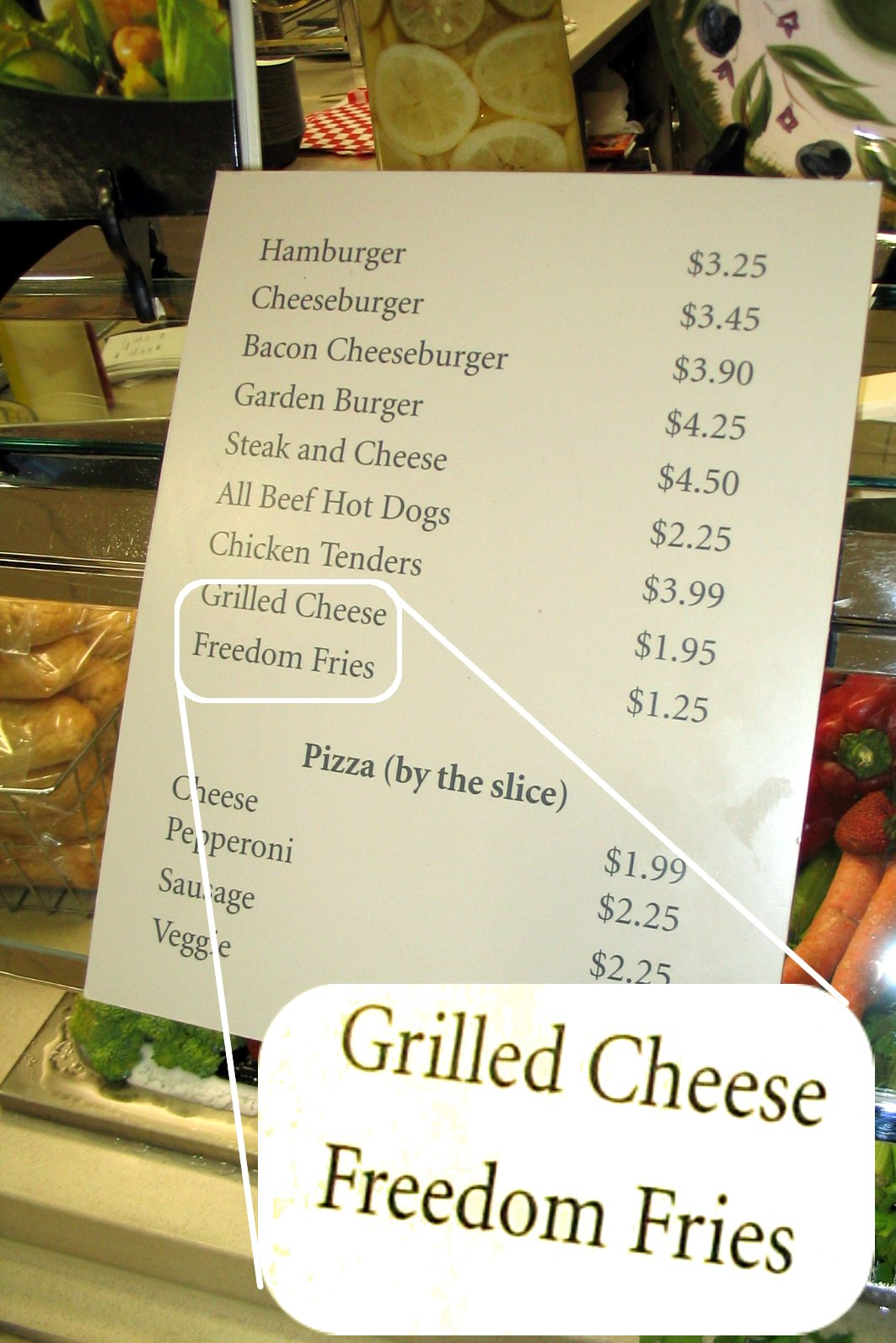
Menu d'une des cafétérias de la chambre des représentants des États-Unis, « Freedom Fries » remplace « French Fries ».

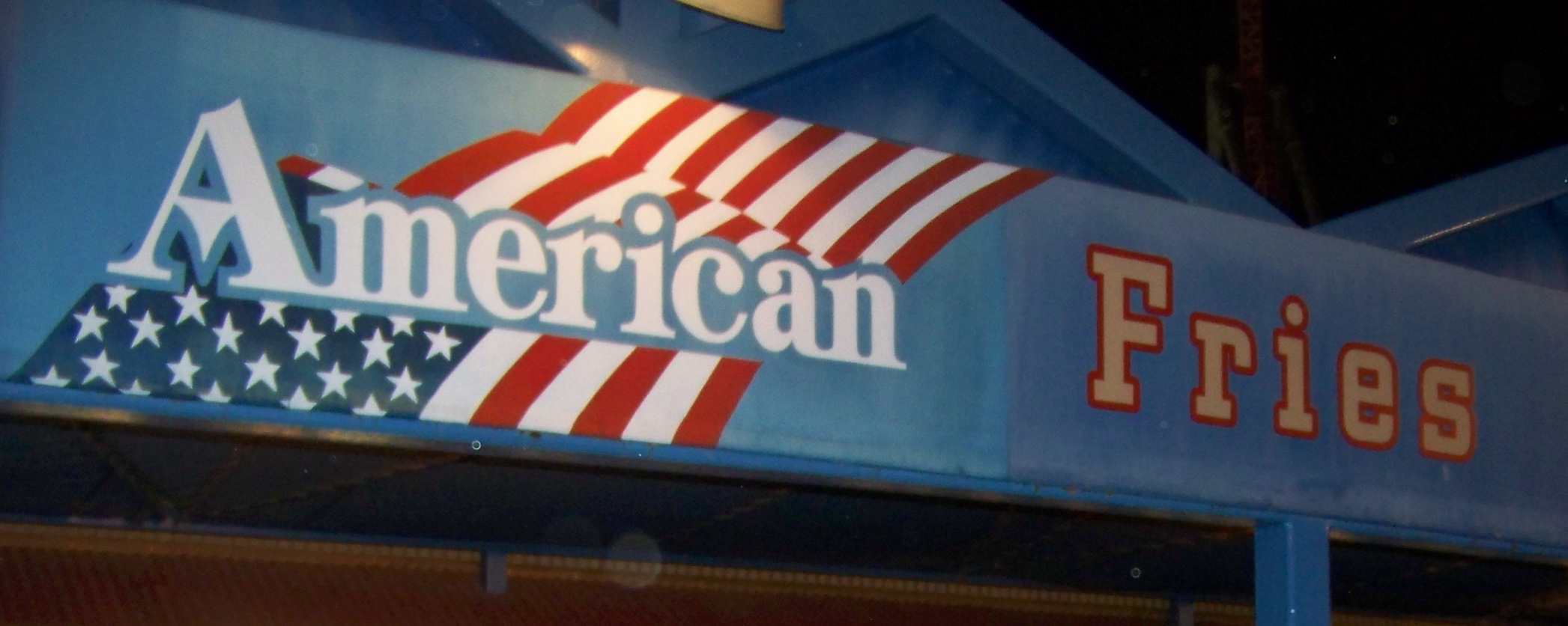
« American Fries » remplace « French Fries ».

Pendant l'hiver 2002-2003, l'expression au départ humoristique de « Cheese-eating surrender monkeys » (« singes capitulards bouffeurs de fromage ») venant d'un épisode télévisé des Simpson de 1995 pour nommer les Français (c'est le jardinier d'origine écossaise Willie qui l'utilise), s'est répandue dans certains tabloïds et médias. Le contributeur Jonah Goldberg du magazine National Review, un important magazine américain conservateur, prétend être à l'origine de cette mode. Cette expression restée depuis et qui a même fait son apparition à deux reprises dans le dictionnaire de citations Oxford. De nombreux commentateurs et politiciens américains, dont Andy Rooney sur le programme de télévision 60 Minutes (diffusé le dimanche à 19 heures, depuis 1968), ont traité la France d'ingrate à cause de son opposition à la politique étrangère américaine alors que des soldats américains s'étaient battus en France contre l'Allemagne nazie durant la Seconde Guerre mondiale.
Ces sentiments se sont accrus par un incident en avril 2003, quand des vandales ont profané des tombes de soldats britanniques morts en France pendant la Première Guerre mondiale ou l'on pouvait lire « Déterrez vos déchets, ils souillent notre sol. Rosbeefs go home. Saddam vaincra et fera couler votre sang. Mort aux yankees. Bush, Blair au TPI (Tribunal Pénal International) ».  
Des autocollants (bumper stickers, qu'on colle à l'arrière des automobiles et sur le pare-chocs) ont été imprimés avec des slogans comme : « Iraq first, France next! » (« L'Irak d'abord, la France ensuite ! ») et « First Iraq, then Chirac! » (« D'abord l'Irak, puis Chirac ! »). Des slogans américains plus traditionnels (insultants ou humoristiques selon les points de vue), ont été repris et dirigés contre la France, exemple ; « France kiss my American ass » (« France, embrasse mon cul d'Américain »), ou encore « Texas is bigger than France » (« Le Texas est plus grand que la France »), ce qui est géographiquement vrai pour le Texas, mais ce slogan a été repris pour d'autres États américains, quand bien même la plupart sont plus petits par la superficie.
Le 11 mars 2003, les menus des cafétérias des trois bâtiments de bureau de la chambre des représentants des États-Unis ont changé le nom des French fries (« frites françaises », qui est l'appellation normale pour désigner des frites aux États-Unis) en « freedom fries » (« frites de la liberté ») dans un reproche culinaire adressé à la France, appuyant l'opinion populaire américaine sur l'opposition française à la position diplomatique des États-Unis. Les French toasts (« toast français », soit le pain perdu) ont aussi été rebaptisés « freedom toast » (« toasts de la liberté ») dans certains établissements.
Dans un esprit similaire, durant la Première Guerre mondiale, le terme « sauerkraut » (terme d'origine allemande pour la choucroute) a été rebaptisé « liberty cabbage » (« chou de la liberté »), les « French toast » ont alors remplacé les « German toast » (« toasts allemands »).
En avril 2003, le député Billy Tauzin de Louisiane, le seul Cadien de la chambre des représentants, a retiré les pages francophones de la section officielle de son site web en protestation contre la position de la France sur la question irakienne. Depuis 1999, la version française était la version par défaut de son site.
Quelques Américains ont même acheté du vin français pour le verser dans le caniveau au lieu de le boire,. Certains ont noté que quoi que l'on fît du vin, l'acheter rapportait toujours de l'argent à ceux qui l'avaient produit,.
La chaîne de restauration rapide Subway aux États-Unis, a affiché une publicité jouant sur les mots, désignant la France comme une poule mouillée. Il y est écrit « France and chicken, somehow, it just goes together », qui pourrait se traduire par « La France et le poulet, d'une certaine façon, ça va juste ensemble » (« Chicken » en anglais veut dire « poulet » mais également « poule mouillée »).
En 2003, par exemple, un groupe de lycéens français a dû annuler un voyage à Philadelphie en Pennsylvanie, dans le cadre d'un échange scolaire et culturel avec un lycée américain, la Springside School. Un professeur de ce lycée a annoncé que son école avait décidé de suspendre l'échange pour les années 2003 et 2004, la raison invoquée étant la francophobie de certaines familles d'accueil en raison de la position de la France au sujet de la guerre d'Irak.
Cette ambiance haineuse a nui au candidat à la présidence John Kerry, qui avait de la famille en France et parlait couramment français. Dans son autobiographie, Christine St-Pierre, reporter internationale de Radio-Canada, raconte que dans l'autobus de campagne de Kerry, en janvier 2004, elle a osé lui poser une question en français, à quoi Kerry, après avoir hésité, lui a simplement répondu : « Pas maintenant. » Tous les journalistes présents ont alors assailli Mme St-Pierre pour savoir si c'était bien des mots français qu'il avait prononcés. En effet, dans le contexte sociopolitique, les affiliations françaises de Kerry étaient portées à son passif ; on l'avait même affublé du quolibet « Jean F. Chéri ». Christine St-Pierre précise que « jusqu'aux élections de novembre, il ne dira plus jamais un mot de français ».

### Railleries sur l'armée française
En 2003, lors de l’invasion de l’Irak, et même après, les blagues sur l'armée française sont monnaie courante aux États-Unis faisant référence à la défaite française de 1940.
Au cours de l'année 2003, le bombardement Google a été utilisé afin que la recherche « French military victories » (« victoires militaires françaises »), aboutisse au résultat « Did you mean : French military defeats » (« Vous avez voulu dire : défaites militaires françaises »), en renvoyant l'utilisateur vers une fausse page d'erreur,. La recherche pour « French military defeats » renvoyant vers une liste de défaites françaises.
Depuis le début des discussions à l'ONU sur la guerre en Irak, un certain nombre de journalistes, d'animateurs et d'humoristes américains sont les auteurs de blagues péjoratives sur l'armée française. Jay Leno (tout comme ses confrères David Letterman, Conan O'Brien, Dennis Miller, Craig Kilborn, etc.),, déclare par exemple sur le plateau du The Tonight Show le 26 novembre 2004 : « Les troupes françaises sont arrivées en Afghanistan la semaine dernière, pile quand il fallait. Les Français y sont conseillers des talibans, pour leur apprendre à se rendre comme il faut ».
En février 2003, le journaliste George Will du Washington Post décrit la retraite militaire comme un exercice dans lequel la France affinait son savoir-faire depuis 1870.
Norman Schwarzkopf, stratège de l'opération Tempête du désert, aurait déclaré « qu’aller à la guerre sans les Français, c’est un peu comme aller à la chasse au cerf sans son accordéon ».

### Boycott
Début 2003, des élus et des médias américains ont lancé des appels au boycott des produits français et de la France,. Le plus connu dans ce domaine et sans doute le plus virulent est Bill O'Reilly, un journaliste et présentateur de télévision de la chaîne Fox News. Un site internet a été créé uniquement dans ce but. O'Reilly a également menacé de lancer un appel au boycott contre le Canada car celui-ci accueillait des déserteurs de l'US army. S'adressant à une journaliste canadienne dans son émission The O'Reilly Factor : « […] votre pays subira un boycott et en souffrira énormément. La France en ressent aujourd'hui les effets douloureux », ajoutant « ils ont perdu des milliards de dollars en France »,. Ce chiffre, ne reposant sur aucune base réelle sera contesté puisque le pic de boycott de produits français n'aura duré qu'un mois, sans réelles conséquences sur le commerce entre les deux pays,,. Selon le Bureau du recensement des États-Unis, les États-Unis ont importé 2,26 milliards de dollars US en biens et services français en février 2004, en hausse de 2,18 milliards de dollars US en février 2002.
Un certain nombre de facteurs peuvent expliquer l'inefficacité du boycott. Les appels au boycott étaient axés sur les produits stéréotypée associés à la France (vins, fromage et des produits de luxe). Ceux-ci constituent une petite minorité du commerce français (0,8 %), alors que les produits moins médiatisés mais plus important par leur chiffre d'affaires n'ont pas été ciblés.
Selon le président de IC&A Inc., une entreprise qui n'importe que des produits français de décoration a vu la demande pour ses produits tombée de 50 à 40 % depuis février 2003. Le MEDEF a rapporté que « des entreprises françaises souffrent à cause de la position de la France sur la question irakienne ».
Des médias américains conservateurs ont largement contribué à faire passer l'idée que les touristes américains couraient un risque pour leur sécurité à aller en France, en raison de l'antiaméricanisme supposé des Français et des possibles représailles contre les touristes. Bien qu'aucune agression n'ait été rapportée sur un touriste américain en France, en raison des positions de son gouvernement concernant la guerre d'Irak, de nombreux Américains ont décidé d'annuler ou de reporter leur voyage en France, principalement par crainte d'un mauvais accueil, plus que par réaction francophobe. Le nombre de visiteurs américains plonge de 80 % dans la première moitié de 2003 comparé à la même période en 2002.

## La langue française
En 2004, le candidat démocrate à l'élection présidentielle John Kerry déclarait qu'il parlait français et qu'il avait de la famille en France. De ce fait il avait dû subir les moqueries de ses opposants républicains lui reprochant également son look jugé trop français,.
Pendant les primaires républicaines pour la nomination du candidat à l'élection présidentielle 2012, le candidat Newt Gingrich a publié une publicité télévisée attaquant son rival Mitt Romney lui reprochant de parler lui aussi français. On pouvait entendre à la fin de la publicité « Et, tout comme John Kerry, il parle français ! ».

### Préjugés et clichés sur les Français
Pendant la controverse entre la France et les États-Unis à propos de l'engagement en Irak, certains éditorialistes et politiciens américains ont utilisé des blagues antifrançaises, souvent très féroces.
De nombreuses blagues suggéraient que les Français étaient incapables de réussite militaire et prompts à collaborer avec l'envahisseur et les terroristes ; Les préjugés exploités sont notamment :
- La France serait un pays préférant se rendre plutôt que combattre ; ce préjugé est une référence à la défaite militaire de la France en 1940[50] ;
- Les Français seraient ingrats envers les Américains[6] ;
- La France serait un pays d'efféminés ; les Américains ont hérité ce cliché de leurs ancêtres britanniques. À la fin du XVIe siècle, un Anglais tournait la langue française en ridicule en la qualifiant de « délicate mais résolument charmante, telle une femme osant à peine entrouvrir les lèvres de peur de gâter sa mine »[51] ;
- Les Français seraient sales et se laveraient rarement[50] ;
- Les Français seraient arrogants et impolis[50].

## Enquêtes d'opinion
Cependant, la francophobie aux États-Unis semble diminuer : en effet, dans un sondage effectué en mai 2007 pour le CSA et la French-American Foundation France, 48 % des Américains reconnaissent la France comme un partenaire et 41 % ont de la sympathie envers la France. Selon le même sondage, 9 % des Américains éprouvent de l'antipathie envers la France (alors que 15 % des Français n'aiment pas les États-Unis).
Un sondage du Pew Research Center publié le 3 décembre 2009, montre que 62 % des Américains ont une bonne opinion de la France. Et selon un dernier sondage Gallup publié le 20 février 2010, 63 % des Américains ont une bonne opinion de la France, contre 31 % qui ont une mauvaise opinion. Le chiffre ne montre pas d'amélioration notable par rapport au dernier sondage.
En 2011, 75 % des Français déclarent avoir une bonne opinion des États-Unis.
En 2015, une étude projetait que la France serait le quatrième pays le plus visité par les touristes Américains pendant l'année, loin derrière le Mexique et le Canada (deux pays limitrophes) et juste derrière la Grande-Bretagne.

## Affaire Dominique Strauss-Kahn
L'affaire Dominique Strauss-Kahn est l'occasion d'une nouvelle vague de ressentiment antifrançais aux États-Unis. L'émoi suscité dans l'opinion française par la diffusion de films montrant Dominique Strauss-Kahn menotté et encadré par des policiers, sa figure mal rasée lors de la première audience, et son incarcération participe des tensions franco-américaines à ce moment. Alors qu'en France une grande partie de la classe politique prend parti pour Dominique Strauss-Kahn, aux États-Unis la presse traite sans ménagement cette figure de la vie politique française. Le Figaro titre : "« Chauds lapins », « grenouilles », « Louis XIV » ou « mangeurs de foie gras ». Avec l'affaire DSK, des Américains peuvent à nouveau s'adonner à l'un de leurs sports favoris : se moquer des Français et de leurs coutumes exotiques" . La presse à sensation newyorkaise se montre la plus virulente. Apprenant la libération sous condition de Dominique Strauss-Kahn, Le New York Post titre à la « une » : « frogs legs it! » (la grenouille prend ses jambes à son cou). Le Daily news titre quant à lui « le perv » dans son édition du 15 mai 2011 pour annoncer la survenue de l'affaire. Le journal commente son départ de la prison en ces termes « dur, à Rikers Island il n'y avait ni « hors-d’œuvre », ni « foie gras » ». La presse sérieuse n'est pas en reste. Ainsi, le New York Times ouvre ses tribunes à Stephen Clarke, figure du french bashing : « Les politiciens français sont connus pour être des séducteurs en série. […] Le danger est, toutefois, que leur réputation de chaud lapin peut leur donner un sentiment d'impunité ». Par ailleurs le New York Times interroge à travers l'affaire un fait de société : « Les femmes françaises sont-elles plus tolérantes aux agressions sexuelles ? ».